# Parkway (Nouvelle-Zélande)
Pour les articles homonymes, voir Parkway.
Parkway  est une banlieue de la localité de Wainuiomata, qui elle-même est une partie de la cité de Lower Hutt, située dans la partie inférieure de l’Île du Nord de la Nouvelle-Zélande.

## Situation
Elle est limitée au nord-est par la banlieue d’Arakura, à l’est par Glendale, au sud-est par la banlieue de "Fernlea" et au nord-ouest par la ville de Gracefield